# اباز آرسلاناگیچ
اباز آرسلاناگیچ (انگلیسی: Abaz Arslanagić؛ زادهٔ ۲ اکتبر ۱۹۴۴) بازیکن سابق و مربی هندبال اهل کرواسی است.